# Oskar Schulze
Oskar Schulze (* 26. Juni 1890 in Oberndorf; † 9. Juni 1968 in Bremen) war ein deutscher Gewerkschafter und Politiker (SPD).

## Biografie

### Ausbildung und Beruf
Schulze absolvierte eine Schlosser- und Klempnerlehre, arbeitete bis 1920 als Schlosser und war danach als Heizungsleger tätig. Er schloss sich 1907 dem Bremer Metallarbeiterverband an, war von 1911 bis 1913 Vorsitzender des Arbeiterausschusses der Bremer Straßenbahn AG und von 1915 bis 1917 Vorsitzender des Arbeiterausschusses der AG Weser. Von 1912 bis 1914 fungierte er gleichzeitig als gewerkschaftlicher Branchenleiter der Elektriker. Ab 1917 war er zunächst Zweiter und von 1920 bis 1933 dann Erster Bevollmächtigter des Metallarbeiterverbandes in Bremen.
Von 1920 bis 1931 wurde Schulze als Angestellter beim Bremer Metallarbeiterverband beschäftigt. 1921 wurde gesetzlich die Arbeiterkammer Bremen eingerichtet und er wurde zum ersten Vorsitzenden der Kammer gewählt. 1932/33 war er als hauptamtlicher Syndikus bei der Bremer Arbeiterkammer tätig. Die Nationalsozialisten entließen ihm am 1. April 1933.
Nach der Machtübernahme der Nationalsozialisten wurde er von April bis August 1933 sowie erneut im August 1944 inhaftiert.
Schulze war von Mai 1945 bis 1952 wieder Syndikus der Arbeiterkammer in Bremen. Gleichzeitig fungierte er als Vorsitzender der IG Metall und als Vorsitzender des DGB-Ortsausschusses in Bremen.

### Politik
Schulze trat 1908 in die SPD ein und 1907 in die Gewerkschaft. Er wechselte 1917 zur USPD über, kehrte aber 1922 zu den Sozialdemokraten zurück.
Als Mitglied der Partei und der Gewerkschaft war er in den 1920er Jahren bis 1933 in verschiedenen Funktionen aktiv. Von 1927 bis 1933 wurde er in die Bremische Bürgerschaft gewählt. Das Mandat wurde ihm von den Nationalsozialisten aberkannt und er kam 1933 und 1944 für kurze Zeit in Haft.
Nach dem Zweiten Weltkrieg war er wieder von 1946 bis zum Oktober 1952 Mitglied der Bürgerschaft und in verschiedenen Deputationen der Bürgerschaft. Von Juni bis November 1947 war er auch Mitglied des Wirtschaftsrates der Bizone.
Ehrungen
- Im Industriegebiet am Bremer Kreuz, im Bereich des zur Stadt Achim gehörenden Teils, wurde eine Straße nach ihm benannt.
- Ein Fischdampfer der Gemeinwirtschaftlichen Hochseefischerei GmbH, Bremerhaven, (GHG), trug den Namen Oskar Schulze. Gebaut wurde er 1949 auf der Vulkanwerft, Bremen.